# 克鲁伊列斯莫内尔斯和圣萨杜尔尼
克鲁伊列斯莫内尔斯和圣萨杜尔尼，是西班牙加泰罗尼亚赫罗纳省的一个市镇。总面积100平方公里，总人口1273人（2013年），人口密度13人/平方公里。